# Diocesi di Bazas

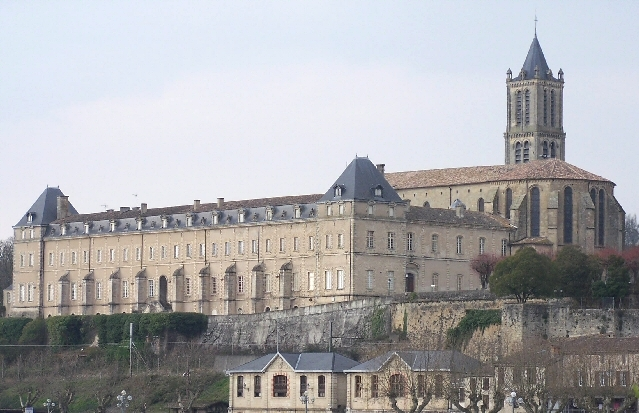
Il priorato di San Pietro di La Réole.

La diocesi di Bazas (in latino: Dioecesis Vasatensis) è una sede soppressa della Chiesa cattolica.

## Territorio
La diocesi di Bazas si estendeva su tutto il Vasatensis pagus dei Romani. Era delimitato a nord dalla diocesi di Périgueux, a est dalla diocesi d'Agen e da quella di Condom, a sud dalle diocesi di Aire e di Dax e a ovest dall'arcidiocesi di Bordeaux.
Sede vescovile era la città di Bazas, dove fungeva da cattedrale la chiesa di San Giovanni Battista. Oltre al capitolo della cattedrale, in diocesi v'erano altri tre capitoli di canonici: San Michele di La Réole, Nostra Signora di Uzeste e Nostra Signora di Casteljaloux.
Nel 1746 la diocesi comprendeva circa 250 parrocchie, suddivise in tre arcidiaconati, Bazas, Bezaume e Gamage.

## Storia
Sotto i Romani, il territorio di Bazas era occupato dai Vasati (si pensa generalmente che corrispondano ai Vocati menzionati da Gaio Giulio Cesare). Nel II secolo della nostra era, faceva parte di una delle diciassette province della Gallia, la Novempopulana (o Aquitania terza).
La diocesi di Bazas sarebbe stata eretta tra il I secolo e il III secolo. Secondo una tradizione riferita ad un'affermazione di Gregorio di Tours, Bazas conobbe il cristianesimo fin dal I secolo: una matrona romana avrebbe raccolto del sangue di Giovanni Battista e, ritornata nella sua città natale, avrebbe edificato un oratorio per conservare le sacre reliquie, che furono oggetto di un importante culto a Bazas fino alla rivoluzione francese.
Tuttavia la cronotassi dei vescovi diocesani è molto ridotta per quanto riguarda il primo millennio, avendo la regione conosciuto numerosi invasori (Visigoti, Saraceni e Normanni). Il primo vescovo noto è un anonimo citato da Gregorio di Tours nel suo De gloria martyrum e vissuto in una data imprecisata del V secolo. Originariamente, la diocesi era suffraganea dell'arcidiocesi di Eauze.
Nella seconda metà del X secolo fu creata una vasta diocesi comprensiva di sei antiche diocesi della Novempopulana: Aire, Bayonne, Bazas, Dax, Lescar e Oloron, che fu chiamata sia diocesi di Guascogna, sia diocesi di Bazas, e che ebbe termine nel 1058, quando il concilio di Tolosa pose fine a questa situazione irregolare, restaurando tutte le antiche sedi episcopali. A partire da questo momento, Bazas entrò a far parte della provincia ecclesiastica dell'arcidiocesi di Auch.
Nel 1070 circa il vescovo Raimondo II ricostruì la cattedrale, distrutta dai Normanni nell'853 ed il suo successore, Étienne de Sentes, la fece consacrare da papa Urbano II. Fu poi restaurata nelle forme attuali dal vescovo Arnaud de Pins nel XIII secolo. Infine il vescovo Arnaud de Pontac la restaurò nuovamente dopo i saccheggi e le distruzione operate dagli Ugonotti nel XVI secolo.
Nel XII secolo i vescovi di Agen disputarono ai vescovi di Bazas, spesso con la forza delle armi, la città di Casteljaloux che, per decisione finale dei pontefici, rimase sottomessa a quest'ultima.
Tra i numerosi monasteri diocesani, il più antico e il più importante fu quello benedettino di San Pietro di La Réole, fondato da Carlo Magno nel 778.
La diocesi fu soppressa in seguito al concordato con la bolla Qui Christi Domini di papa Pio VII del 29 novembre 1801 e il suo territorio fu diviso assai inegualmente tra l'arcidiocesi di Bordeaux e le diocesi di Agen e di Aire.
Dal 20 novembre 1937 gli arcivescovi di Bordeaux portano il titolo di vescovi di Bazas.

## Cronotassi dei vescovi
- Anonimo † (V secolo)
- Sestilio † (prima del 506 - dopo il 511)
- Oreste † (prima del 584 - dopo il 585)
- Gudualdo † (menzionato nel 614)
- Gundulfo † (menzionato nel 673/675)
- Anonimo † (menzionato nell'850)
- Gombaudo † (977 - 980)
- Ugo † (1000 - circa 1012)
- Arsio Raca † (circa 1012 - circa 1025 o 1029)
- Raymond I le Vieux † (circa 1025 - circa 1059 deposto)
- Raymond II le Jeune † (1059 - 1084)
- Étienne de Sentes † (1087 - circa 1103)
- Bertrand de Baslade † (1104 - 17 settembre 1126 deceduto)
- Geoffroy o Godefroy † (1126 - circa 1134)
- Fortis Guarini de Pellegrue † (1134 - 1143 o 1144)
- Raimond III † (1144 - 1146)
- Guillaume I Arnaud de Tontoulon † (1154 - 1165)
- Garsias de Benquet † (1166 o 1167 - 1179)
- Gaillard de La Mothe † (1186 - circa 1213 o 1214 dimesso)
- Guillaume II † (1214 - 1219)
- Arnaud de Pins † (4 dicembre 1219 - 1242)
- Raimond de Castillon † (1242 - 1265)
- Guillaume de Pins † (1266 - 1277)
- Hugues de Rochefort † (1277 - 1294)
- Guillaume Geoffroy, O.Cist. † (1294 o 1296 - 1299)
- Arnaud Falquet (Fouquet, Foucaud o Foulques) † (1299 - 1302 deceduto)
- Guillaume Arnaud de La Mothe † (1302 - 27 aprile 1313 nominato vescovo di Saintes)
- Thibaut de Castillon † (27 aprile 1313 - 18 gennaio 1318 nominato vescovo di Saintes)
- Guillaume Arnaud de La Mothe † (18 gennaio 1318 - 1319 deceduto) (per la seconda volta)
- Guillaume de Cun † (10 settembre 1319 - 1325 nominato vescovo di Comminges)
- Pectin de Montesquieu  † (19 giugno 1325 - 12 settembre 1334 nominato vescovo di Maguelone)
- Gaillard de Fargues (o de la Trave o de Préchac) † (16 settembre 1334 - circa 1348 deceduto)
- Raimond Arnaud de la Mothe † (19 marzo 1348 - prima del 1357 deceduto)
- Géraud o Gérald du Puy o du Puch † (11 aprile 1358 - 19 febbraio 1359 o 1360 deceduto)
- Pierre † (17 luglio 1360 - 1360 deceduto)
- Guillaume VI † (18 giugno 1361 - 1368 deceduto)
- Raimond VI † (1368 - 1369)
- Gérard de Montlaur † (1369 - 1372)
- Guillaume de Montlaur, C.R.S.A. † (3 settembre 1371 - ? deceduto)
- Obbedienza avignonese:
  - Jean de Caseton, O.F.M. † (20 novembre 1374 - ? deceduto)
  - Guillaume d'Ortholan † (27 gennaio 1395 - 25 maggio 1397 nominato vescovo di Rodez)
  - Pierre Saupin, O. Min.¨† (27 agosto 1397 - 22 ottobre 1417 dimesso)
- Obbedienza romana:
  - Maurice Usk, O.P. † (aprile 1393 - ? deceduto)
  - Jean de Heremo, O.E.S.A. † (31 luglio 1396 - 31 dicembre 1396 nominato vescovo ausiliare di Diocesi di Auch)[2]
- Bernard d'Yvon † (2 aprile 1421 - circa 1430)
- Henri François de Cavier † (21 ottobre 1433 - 18 novembre 1446 deceduto)
- Bernard Yvest de Roserge (Rousergue o du Rosier) † (15 febbraio 1447 - 9 gennaio 1450 nominato vescovo di Montauban)
- Raimond de Tulle † (9 gennaio 1450 - 1457 deceduto)
- Raimond du Treuil, O.F.M. † (1º aprile 1457 - circa 1485 dimesso)
- Jean de Bonald (Bonal, Bonneau, Bonaldy), O.P. † (25 febbraio 1486 - 1504 deceduto)
  - Amanieu d'Albret † (4 dicembre 1504 - 20 dicembre 1520 deceduto) (amministratore apostolico)
- Symphorien Bullioud † (14 gennaio 1521 - 1º luglio 1528 nominato vescovo di Soissons)
- Foucault de Bonneval † (1º luglio 1528 - 4 agosto 1531 nominato vescovo di Périgueux)
- Jean de Plas † (4 agosto 1531 - 1544 dimesso)
- Annet de Plas † (22 ottobre 1544 - 1554 deceduto)
- Giovanni Battista Alamanni † (24 aprile 1556 - 29 maggio 1560 nominato vescovo di Mâcon)
- Jean de Balaguier † (8 ottobre 1563 - 28 aprile 1564 nominato vescovo di Cahors)
- Francisco Balaguer, O.S.B. † (21 giugno 1564 - 1572 ? deceduto)
- Arnaud de Pontac † (19 novembre 1572 - 4 febbraio 1605 deceduto)
- Jean Jaubert de Barrault de Blaignac † (25 maggio 1611 - 12 maggio 1631 nominato arcivescovo di Arles)
- Nicolas de Grillié, Grillet o Grilles † (24 marzo 1631 - 3 aprile 1634 nominato vescovo di Uzès)
- Henri Listolfi Maroni † (28 novembre 1633 - 18 maggio 1645 deceduto)
- Samuel Martineau de Turé † (23 aprile 1646 - 24 maggio 1667 deceduto)
- Guillaume de Boissonade d'Orty † (30 gennaio 1668 - 22 settembre 1684 deceduto)
- Jacques-Joseph de Gourgue † (12 ottobre 1693 - 2 settembre 1724 deceduto)
- Edme Mongin † (29 gennaio 1725 - 5 maggio 1746 deceduto)
- Jean Baptiste Amédée de Grégoire de Saint-Sauveur † (19 settembre 1746 - 16 gennaio 1792 deceduto)
  - Sede vacante (1792-1801)
  - Sede soppressa